# Velká mešita v Adžlúnu
Velká mešita v Adžlúnu (arabsky مسجد عجلون الكبير‎) se nachází v centru zmíněného města v severním Jordánsku. Jedná se o hlavní muslimský svatostánek ve městě.
Mešita stojí na půdorysu obdélníku s delší stranou východ-západ. Zabírá plochu cca 600 m2, dlouhá je zhruba 30 m a široká 20 m. Přístupná je z východní strany třemi hlavními vraty. Součástí areálu je i nádvoří, kde probíhá rituální omývání. Oddělená je i modlitební místnost pro ženy.

## Historie
Mešita patří k jedním z nejstarších v samotném Jordánsku. Zbudována byla v roce 1247 během nadvlády mamlúckého sultána Nadžíma ad-Dína Ajub ibn-Šádího na místě původního byzantského kostela, která byl rozbořen a částečně do stavby integrován. Na mešitě se nachází nápis, připomínající letopočet 661 po hidžře. V některých částech byly ponechány původní řecké nápisy.
V roce 1328 byla stavba poničena rozsáhlou povodní. Zaplavena byla až do poloviční výšky, stržena byla i vstupní brána. Následně byla obnovena do původní podoby na základě pomoci, kterou poskytlo město Damašek.
Minaret mešity je místním obyvatelstvem přirovnáván k cigaretovému filtru; úzká věž, typická pro islámské stavby tohoto typu, byla vybudována na vyšší věži čtyřbokého půdorysu. Dle různých zdrojů se jednalo buď o zvonici původního byzantského svatostánku, nebo o přístavu, která vznikla až v islámském období jordánských dějin. Horní část minaretu byla zbudována v polovině 20. století. Výška původní věže činí 21 m, spolu s přístavbou je vysoký 45 metrů.
Stavba byla obnovena již ve 20. století během vlády jordánského krále Husajna I.
V roce 2007 byla zahájena přestavba a modernizace objektu. Stavební práce trvaly několik let a byly kritizovány pro přílišnou zdlouhavost. Obnoveno bylo také nádvoří a okolí mešity. Přidány byly např. různé dřevěné prvky.
V roce 2013 při velkém dešti došlo k zřícení jedné ze zdí a pod ní byly odhaleny ortodoxní kříže.
Nově jej také mohou navštěvovat i zahraniční návštěvníci (nemuslimové).

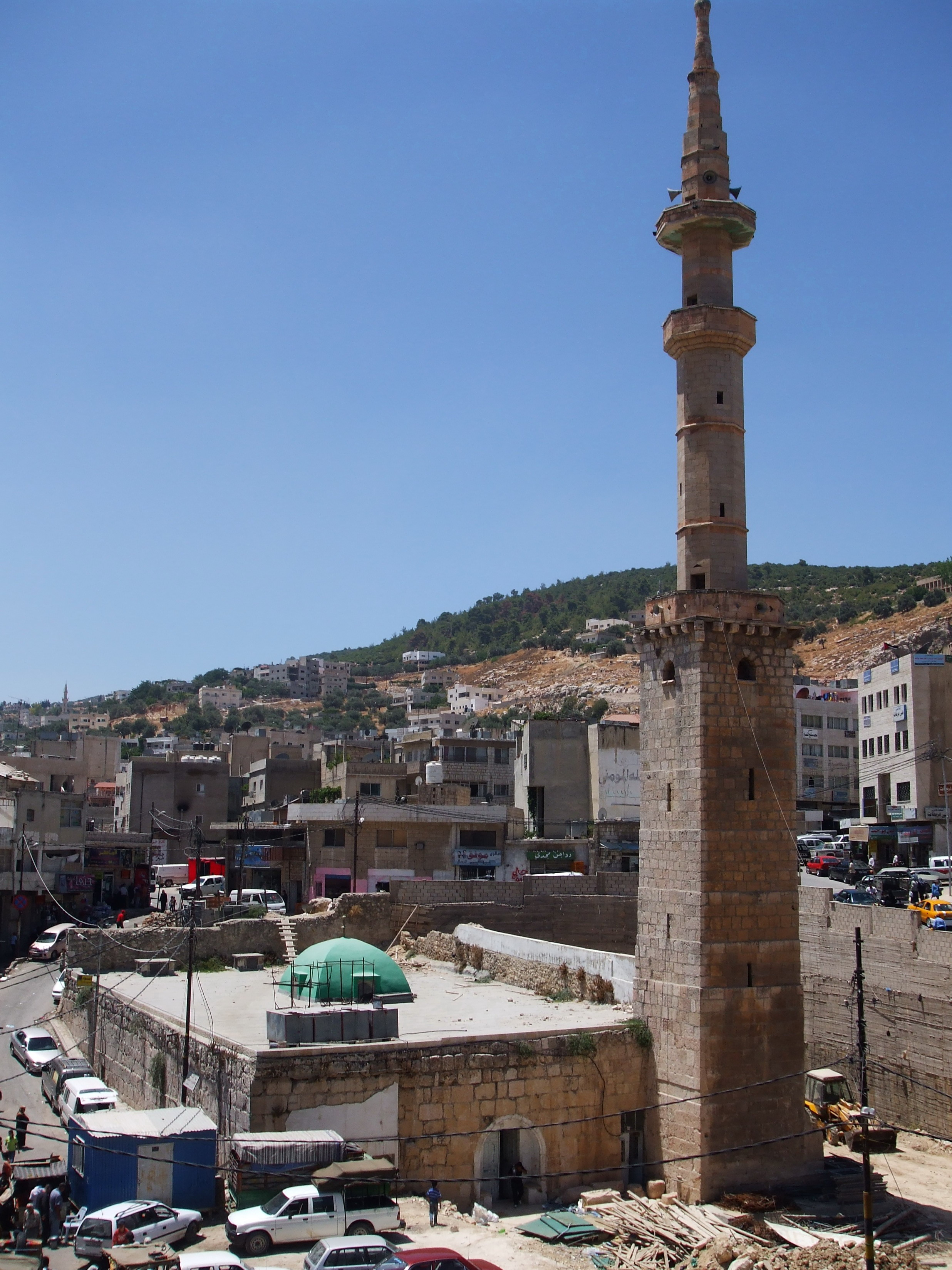
Celkový pohled na mešitu
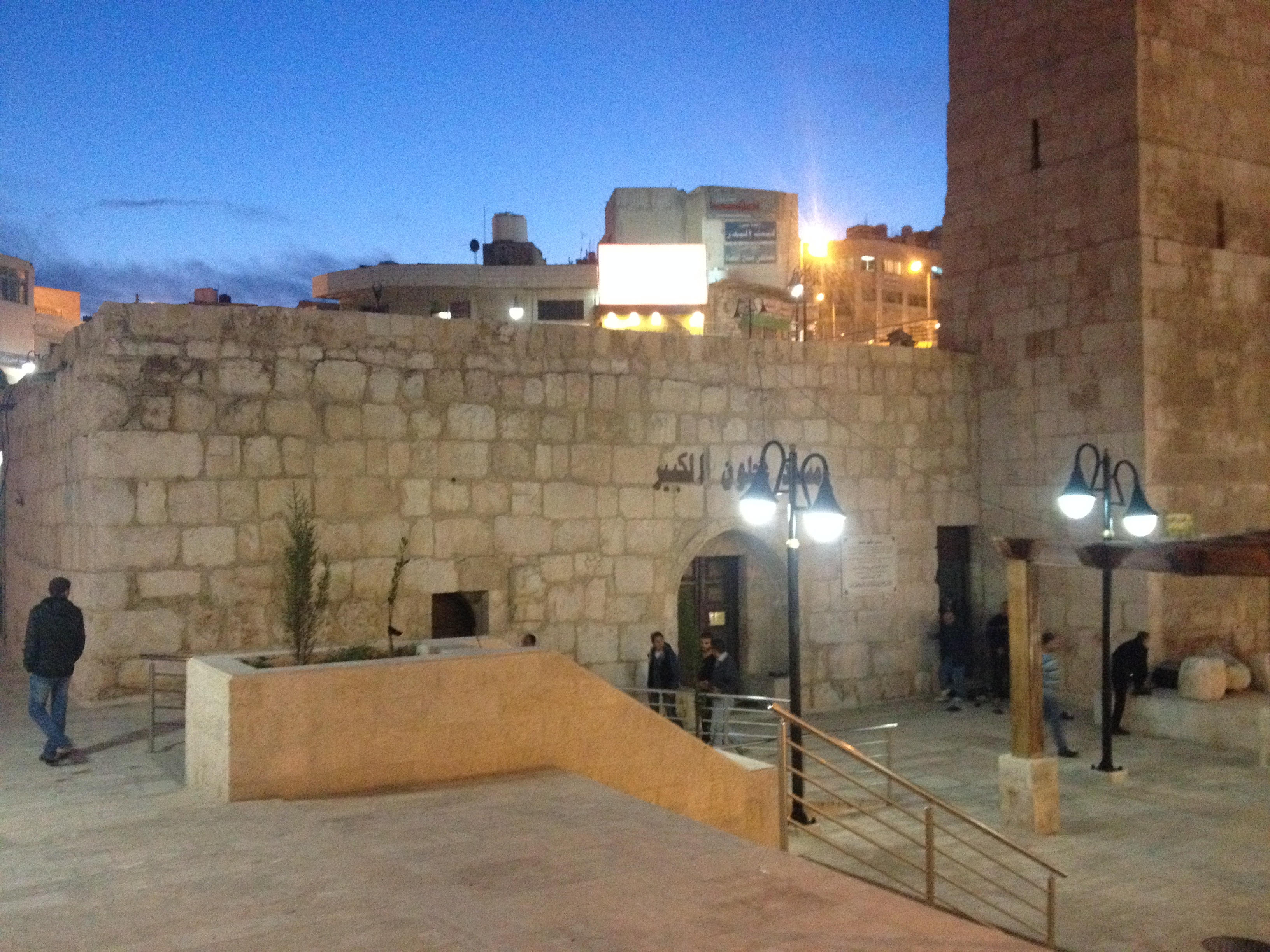
Noční pohled na vstup do mešity.
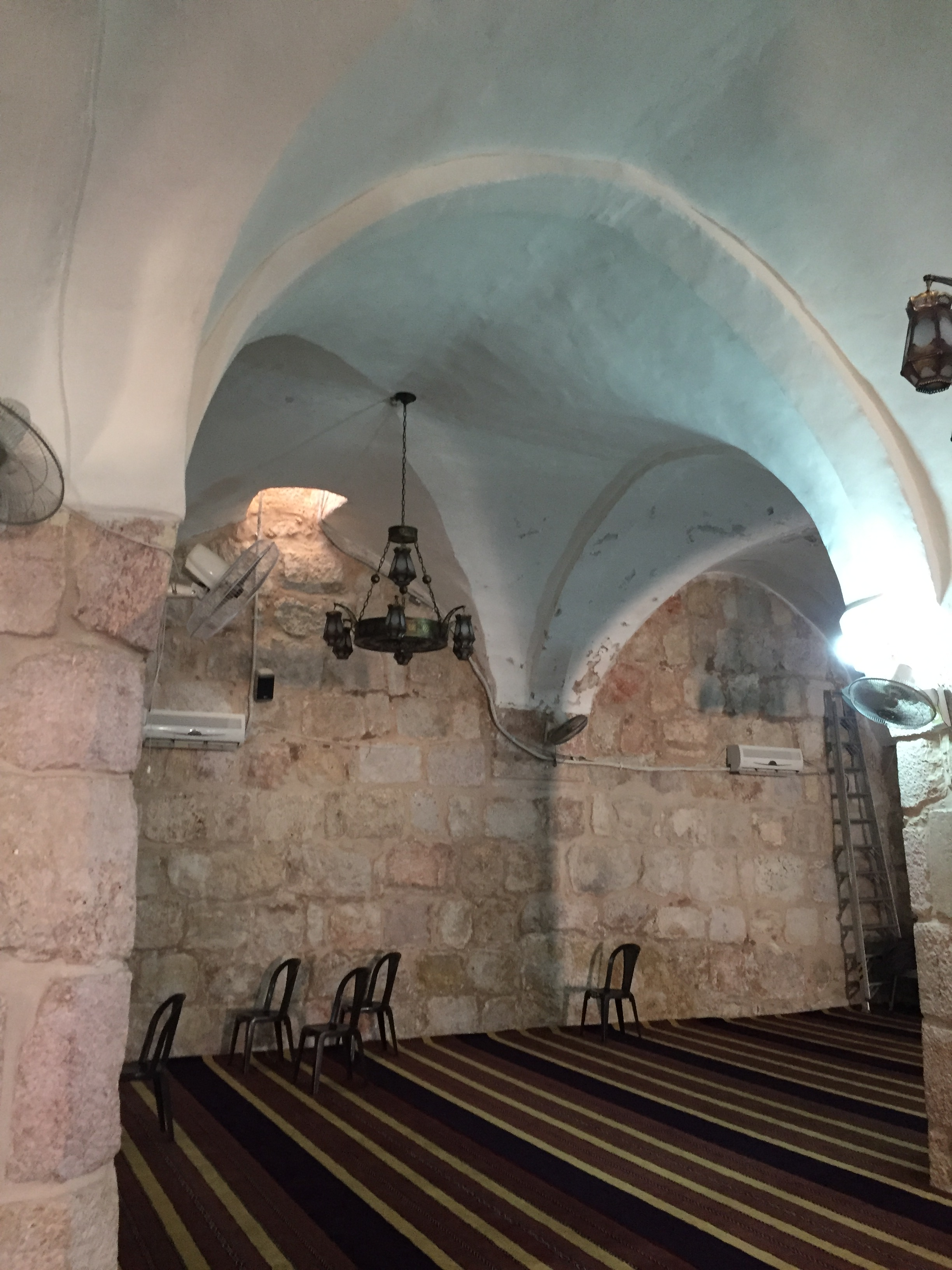
Interiér stavby
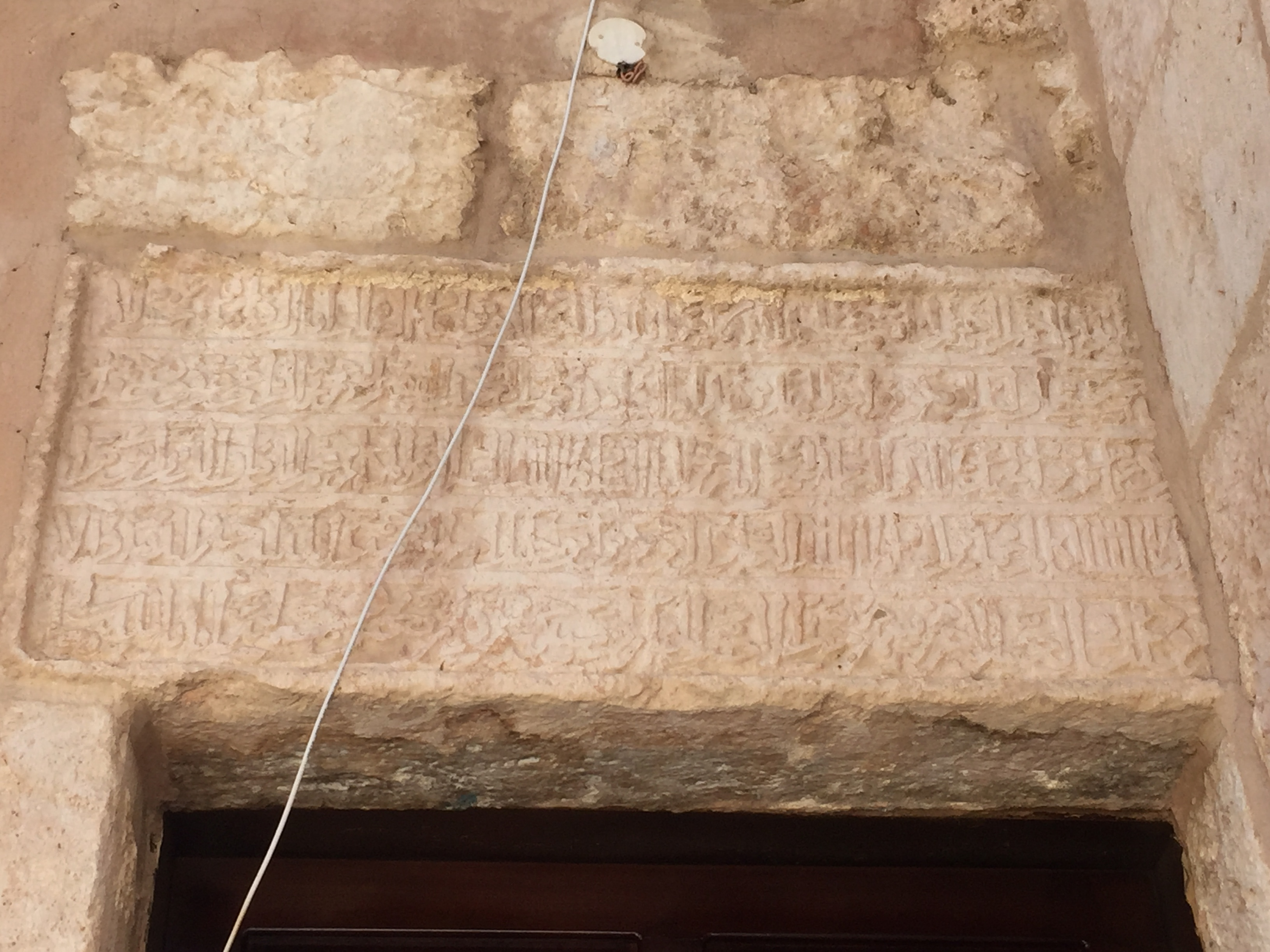
Nápis nad vchodem
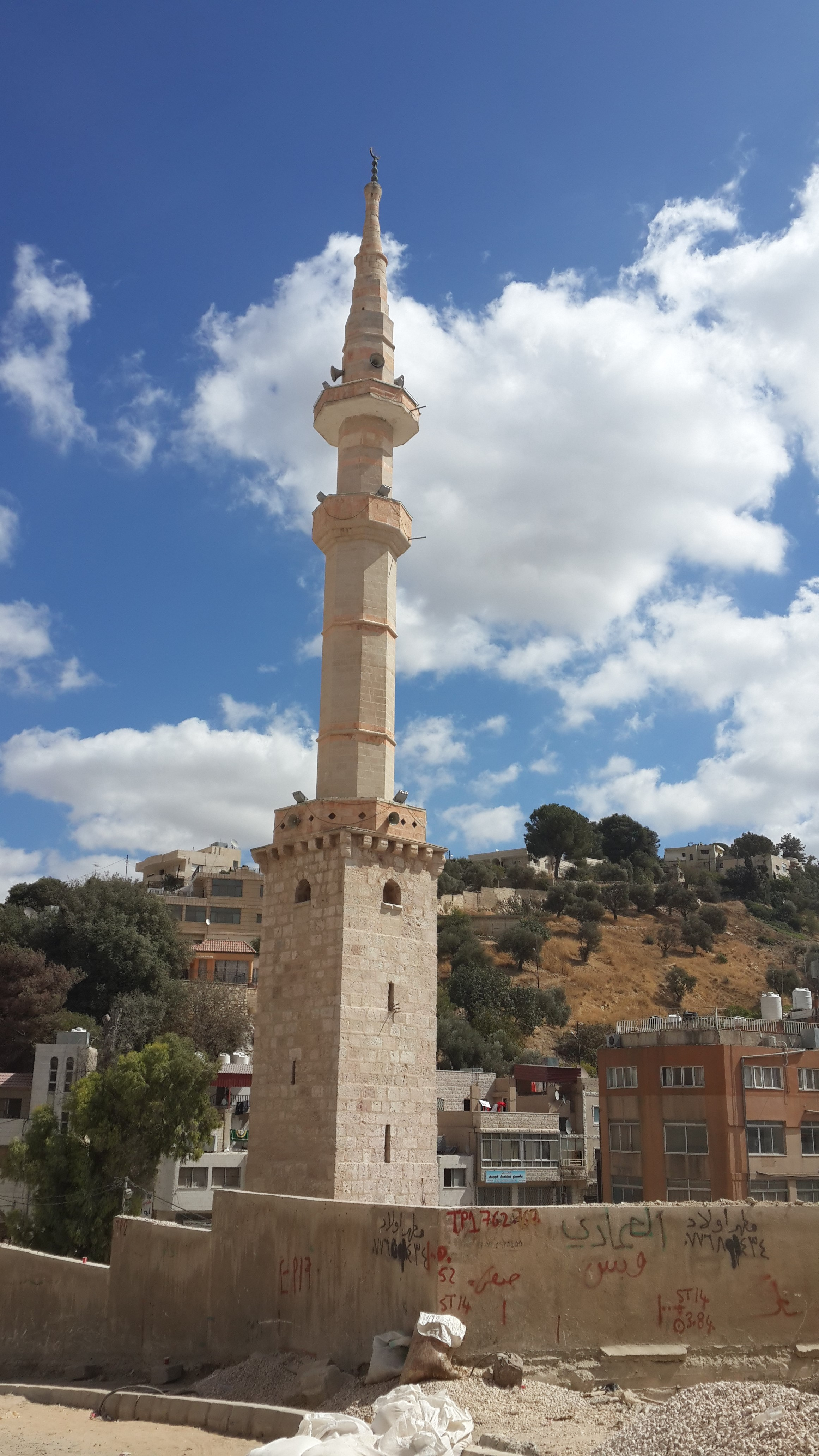
Minaret